# Onze-Lieve-Vrouw Tenhemelopnemingskerk (Genendijk)

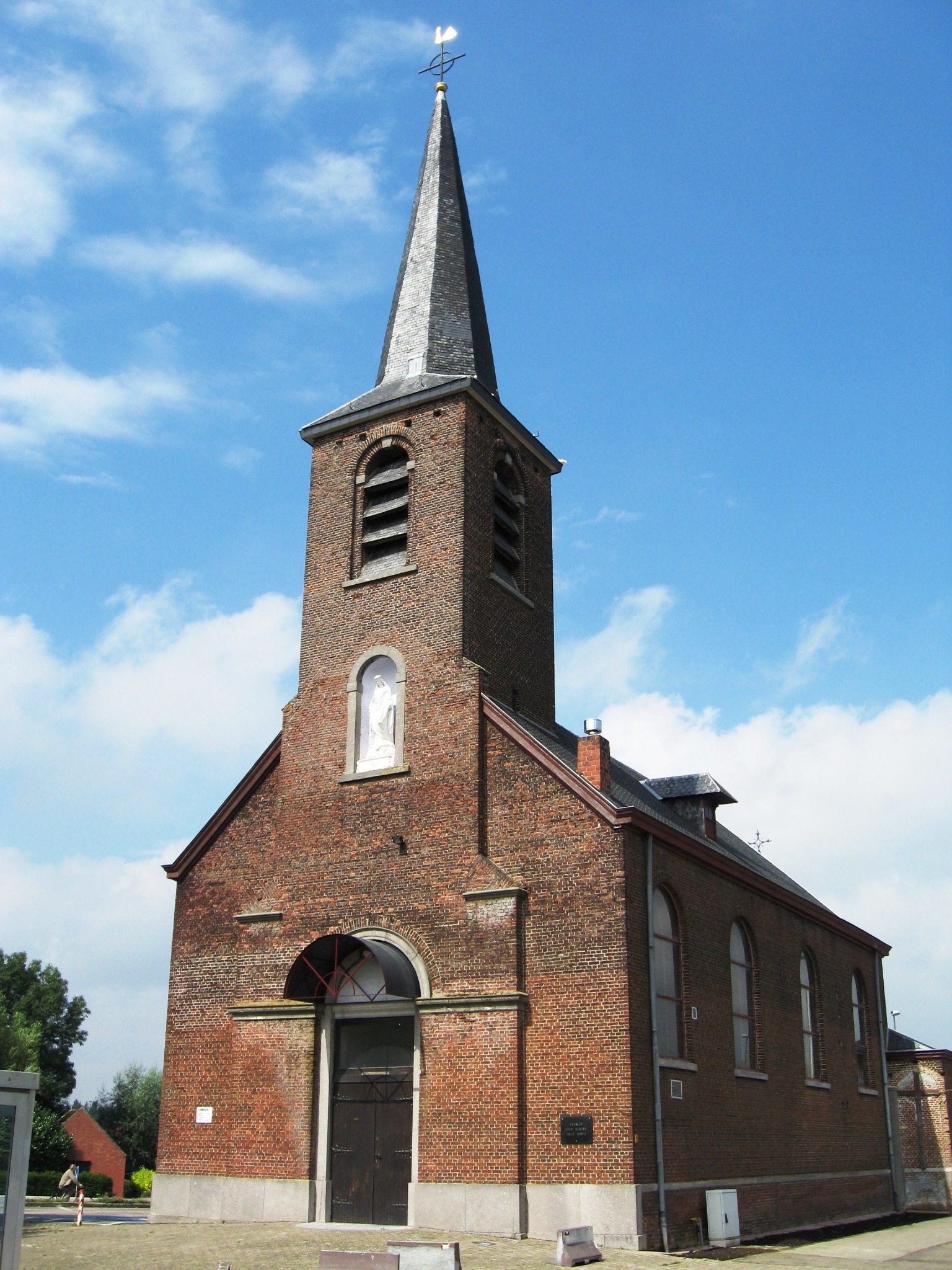
Onze-Lieve-Vrouw Tenhemelopnemingskerk

De Onze-Lieve-Vrouw Tenhemelopnemingskerk is de parochiekerk van Genendijk, een gehucht in de Belgische gemeente Ham. De kerk bevindt zich aan de Kerkstraat.
Het is een bakstenen neoclassicistisch gebouw, dat dateert uit 1840. Versieringen zijn in kalksteen aangebracht. De ingang is een rondboogportaal. Het is een eenvoudige zaalkerk met ingebouwde westtoren. In de kerk bevindt zich een 16e-eeuws beeld van de Heilige Marculphus, een 17e-eeuwse processiemadonna, renaissance zijaltaren en een biechtstoel in Lodewijk XVI-stijl. Het overige kerkmeubilair is 19e-eeuws.